# Lingshui
Lingshui är ett autonomt härad för lifolket i Hainan-provinsen i sydligaste Kina.